# Spaniens konstitutionella kris 2017–2018
| Spaniens konstitutionella kris 2017–2018 |
| --- |
| Katalonien (i rött) ligger i nordöstra Spanien. - Typ av process – politisk konflikt i Spanien - Period och plats – 2017–2018, Spanien / Katalonien - Motståndare – Spaniens regering och domstolsväsen mot Kataloniens regionregering och andra katalanska organisationer/sympatisörer - Bakgrund – folkomröstning om Kataloniens självständighet (ytterst en oenighet om regionens grad av autonomi) - Händelser – 16 000-hövdad spansk polisinsats, cirka 900 skadade, ekonomisk oro, massdemonstrationer, katalansk självständighetsförklaring, upphävande av regionens autonomi, nyval till Kataloniens parlament med status quo som resultat - Senare skede – Quim Torra väljs till ny regionpresident, Pedro Sánchez till ny spansk premiärminister, katalanska politiker döms till fängelsestraff |

Spaniens konstitutionella kris 2017–2018, även känt som den Katalanska krisen eller Katalonien-krisen, syftar på den politiska konflikten mellan Spaniens regering och Kataloniens regionstyre (Generalitat de Catalunya) vid tiden omkring folkomröstningen 2017 om Kataloniens självständighet och dess efterspel. Den har sin bakgrund i oenigheten kring graden av regional autonomi. Händelseutvecklingen har allmänt setts som den värsta konstitutionella krisen i Spanien sedan kuppförsöket i Spanien 1981.
Under sommaren 2017 utlyste regionen en folkomröstning, varefter Spanien införde budgetkontroll över regionen, genomförde arresteringar, beslagtog folkomröstningsmaterial och skickade 16 000 delvis kravallutrustade poliser till Katalonien (se vidare Operation Anubis). Folkomröstningen genomfördes den 1 oktober med delvis våldsamma ingripanden av spansk polis och med cirka 900 skadade.

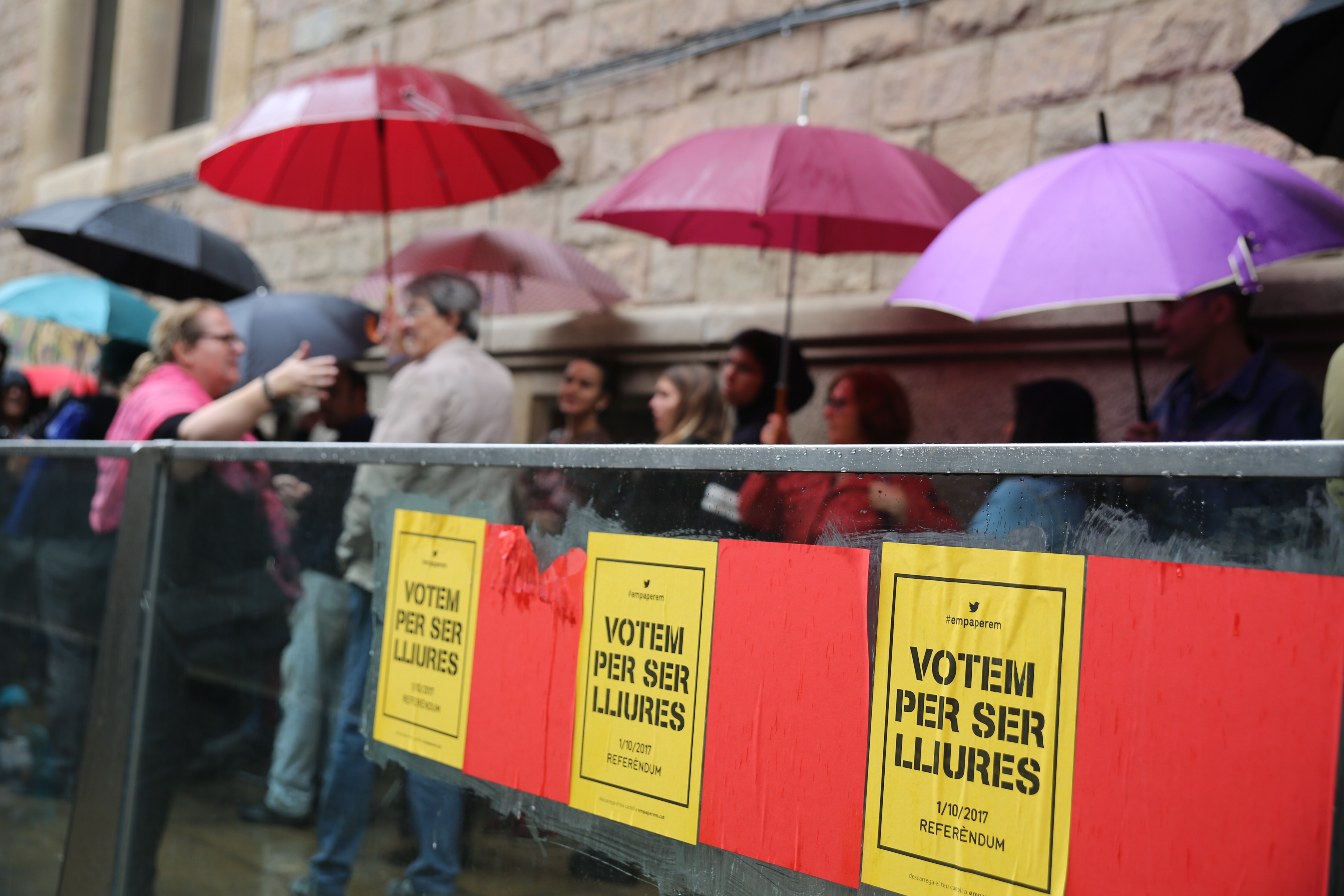
Folkomröstningen 1 oktober 2017, liksom ett möjligt utlysande av katalansk självständighet, var tidigt centrum av konflikten.

I protest mot den spanska polisinsatsen genomfördes 3 oktober en generalstrejk med massdemonstrationer. Parallellt såg Madridbörsen stora kursfall och ett antal företag flyttade sitt säte utanför regionen. 8 oktober genomfördes en stor demonstration i Barcelona för enhet med Spanien, med cirka 500 000 deltagare.
10 oktober presenterades folkomröstningsresultatet i Kataloniens parlament. Regionpresident Carles Puigdemont sköt samtidigt upp utropandet av en självständig katalansk republik, i en önskan om en lösning via dialog med Spanien. Det tvetydiga beslutet ledde till att Spaniens regering elva dagar senare lät utlösa lagparagraf 155 och därmed (under upp till sex månaders tid) avskaffa regionens autonomi.
27 oktober lät Kataloniens parlament utropa den oavhängiga Katalanska republiken. I en parallell session röstade Spaniens senat en stund senare för att genom grundlagsartikel 155 frånta Katalonien sin autonomi som spansk region. Under de kommande dagarna tog spanska myndigheter över kontrollen över regionen, inkallade regionpolitiker för förhör och inledde förberedelser inför ett nyval till Kataloniens parlament den 21 december. Den avsatte regionpresidenten Puigdemont och fyra av hans ministrar flydde till Belgien för att undgå hotande arrestering, byggd på anklagelser om uppvigling och uppror.
Efter det katalanska parlamentsvalet den 21 december behöll självständighetspartierna absolut majoritet. Åtta av den separatistiska sidans parlamentsplatser hade dock vunnits av politiker i fängelse eller med åtal hängande över sig. 17 januari 2018 valdes ERC-kandidaten Roger Torrent till ny talman för parlamentet.
Till slut kunde Kataloniens parlament den 14 maj 2018 enas om Quim Torra som ny regionpresident. I början av juni godkändes den nya regionregeringen, och Spaniens direktstyre av regionen kunde börja hävas. Den spanska övervakningen av regionregeringens förehavanden fortsätter dock, liksom de rättsliga processerna mot diverse separatistiska katalanska politiker och aktivister. Samtidigt har Spanien sedan i början av juni en ny regeringschef – socialistledaren Pedro Sánchez – efter att premiärminister Mariano Rajoy förlorat en förtroendeomröstning i deputeradekammaren där mutor och den katalanska krisen vägde tungt emot honom.
I februari 2019 inleddes rättegången mot Kataloniens självständighetsledare i Spaniens högsta domstol. Den avslutade i oktober samma år med utdömandet av ett antal fängelsedomar.

## Utveckling

### Bakgrund (fram till 2016)
Spaniens författning från 1978 är basen för landets övergång till demokratiskt styre efter nästan 40 år av Francisco Francos diktatur. Författningen inkluderade en decentralisering av den politiska makten i riktning mot en federation, men landet fortsatte som en monarki. Den ekonomiska kontrollen har i stor utsträckning fortsatt att vara kopplad till Madrid, även om Baskien och Kanarieöarna senare erhållit sina egna skattemyndigheter. På senare år har en större reformering av författningen efterlysts från flera stora partier, inklusive PSOE och Podemos; målet är bland annat att förvandla Spanien till en rent federal stat. Konservativa Partido Populars starka ställning i Spaniens senat har dock försvårat en grundlagsreform, liksom olika syn bland de reformivrande partierna på lösningen av den allt mer akuta "katalanska frågan".
Baskien och Katalonien har under senare decennier varit de två spanska regionerna där den lokala nationalismen (i Katalonien ofta benämnd katalanism) varit starkast. I båda fallen finns regionala språk som enligt Spaniens författning är officiella men endast på regional nivå. Katalonien förhandlade 2006 fram en utökad autonomi, med José Luis Zapatero och hans socialistiska spanska regering som förhandlingspartner. Genomförandet av dessa autonomistatuter förhindrades delvis 2010 av Spaniens författningsdomstol, och sedan Partido Popular 2011 tog över den spanska regeringen har inga politiska förhandlingar skett mellan Barcelona och Madrid. I Katalonien har samtidigt autonomirörelsen förvandlats till en regelrätt rörelse för full självständighet från Spanien, understött via politiska organisationer, återkommande massdemonstrationer och regionens regering. 2014 genomfördes en rådgivande folkomröstningen, trots spanskt motstånd, och efter 2015 års katalanska parlamentsval har en parlamentarisk majoritet i Katalonien fortsatt förarbetet mot en full självständighet.

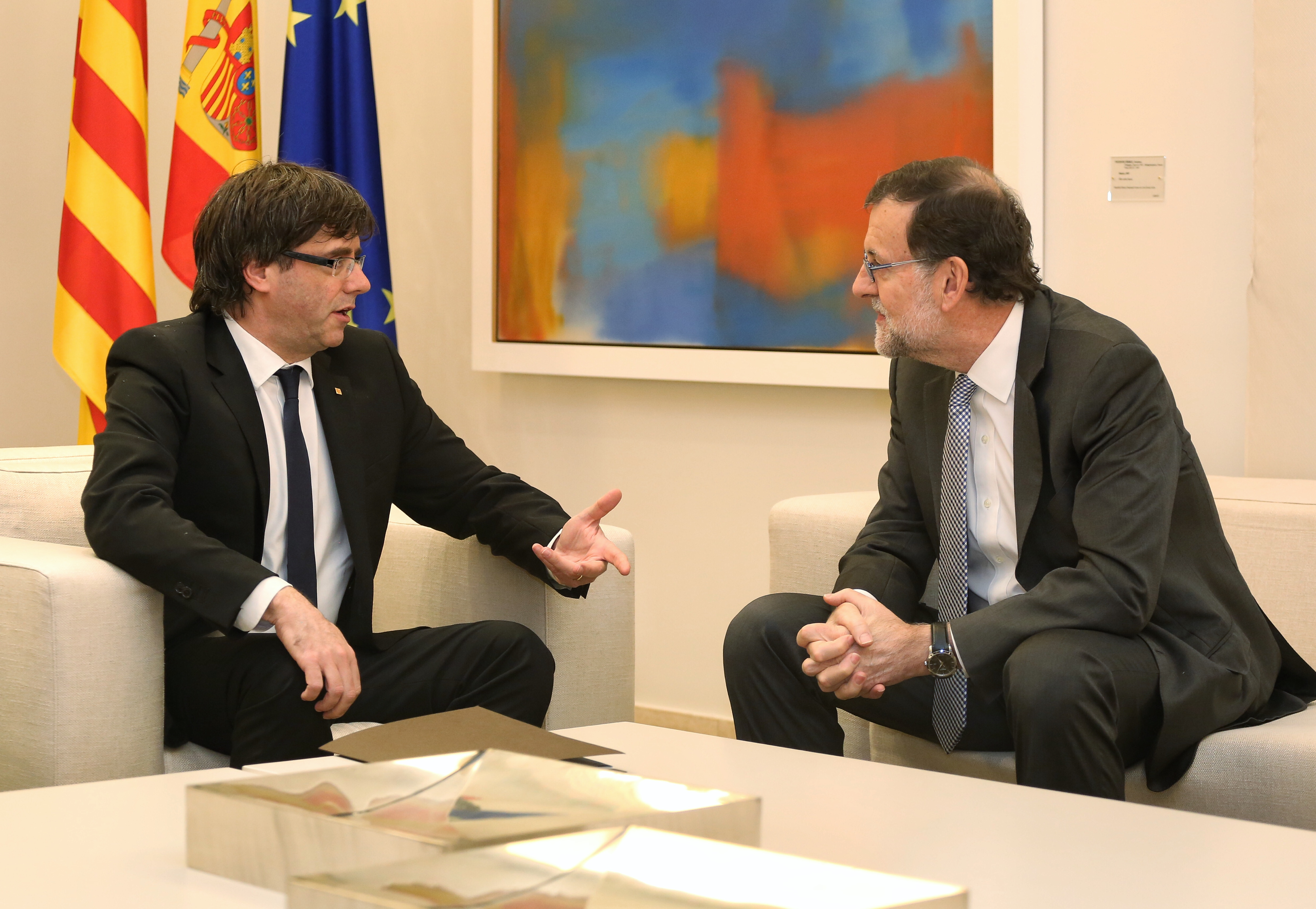
Kataloniens regionpresident och Spaniens premiärminister 2016, under ett av deras fåtaliga samtal.

Utvecklingen sedan 2010 har löpt parallellt i Katalonien och övriga Spanien, med nya katalanska lagar som (författningsvidrig) ersättning till de uteblivna förhandlingarna mellan stat och region.

### Inför, under och efter folkomröstningen 2017

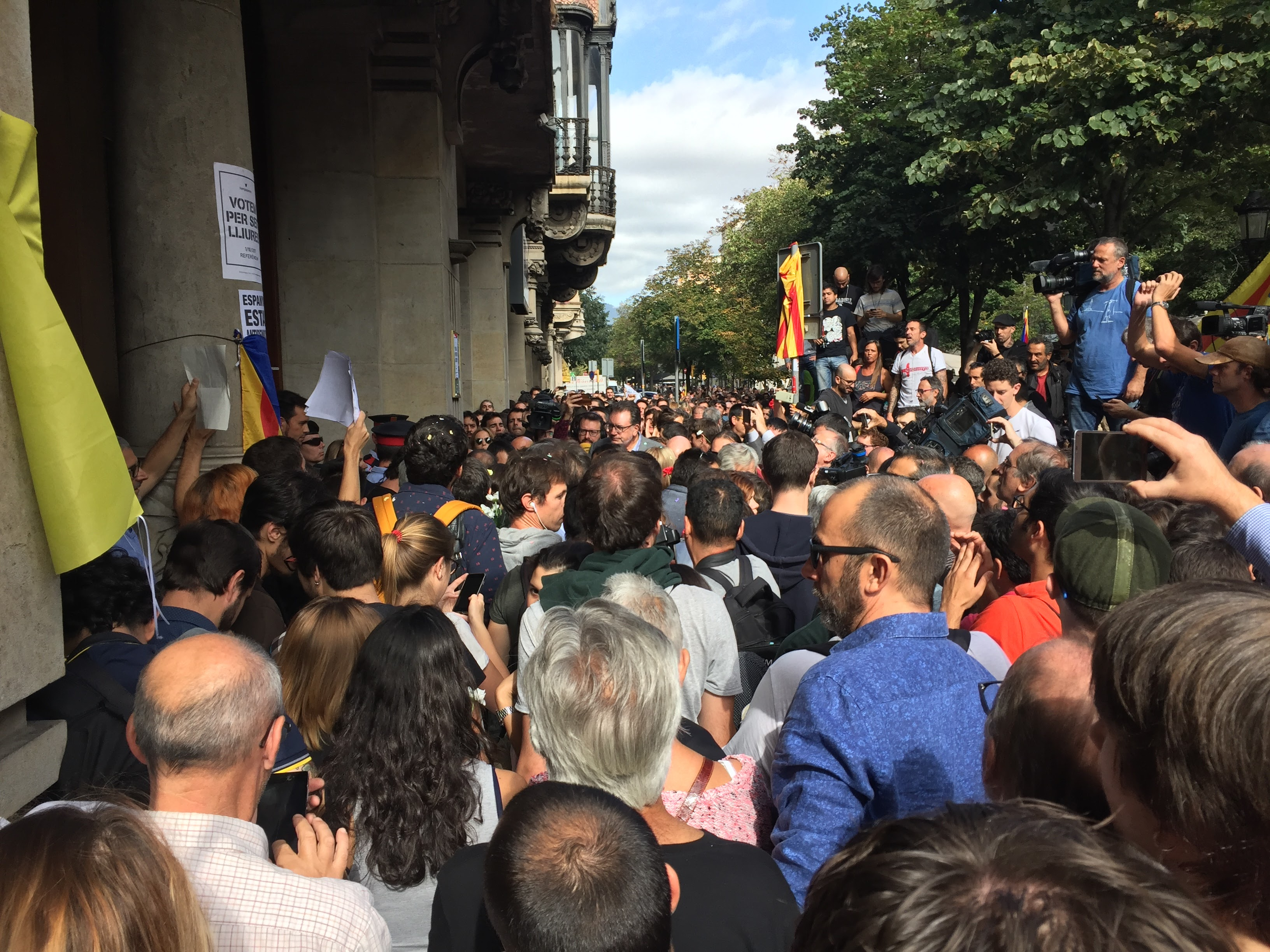
Läget utanför ekonomidepartementets byggnad i Barcelona, den 22 september, samtidigt som myndigheten genomsöktes av Guardia Civil.

Efter att Spanien vägrat gå med på en folkomröstning om Spaniens självbestämmande (1978 års författning hävdar Spaniens odelbarhet) offentliggjorde regionregeringen i juni månad 2017 en ensidigt utlyst folkomröstning, att äga rum 1 oktober samma år. Det spanska rättsväsendet – inklusive författningsdomstolen och Kataloniens egen högsta domstol – underkände folkomröstningen och varnade alla Kataloniens 947 borgmästare för juridiska följder om de underlättar folkomröstningen. Svaret från regionpresidenten Carles Puigdemont var att inga spanska domstolar skulle kunna hindra en katalansk folkomröstning.
Inför folkomröstningen inleddes en stor spansk polisinsats för att försöka upprätthålla Spaniens författning, genomföra beslutade spanska lagföranden och återföra regionen under spansk kontroll.

#### Folkomröstningen 1 oktober
Den katalanska författningen (autonomistatuterna) förutser 2/3 majoritet för att kunna göra resultatet av en folkomröstning bindande. Folkomröstningen den 1 oktober 2017 gav cirka 90 procents majoritet för Ja-alternativet, men mindre än 50 procent av de röstberättigade deltog i röstandet. Många röstande och röster förhindrades dock genom spanska polisinsatser, vilka ledde till att cirka 900 personer skadades.

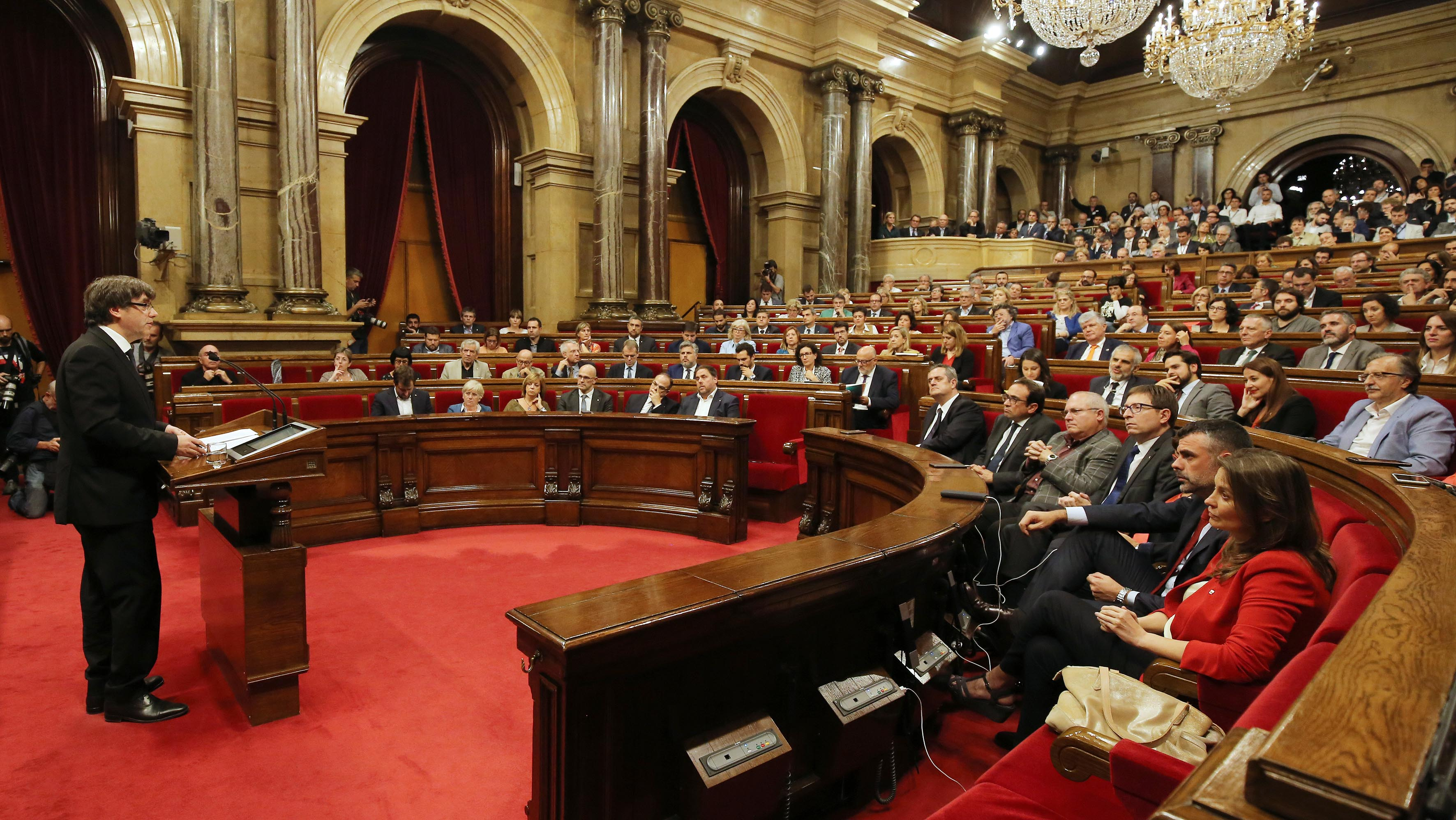
Bild från sessionen i Kataloniens parlament 10 oktober, med Carles Puigdemont i talarstolen.

Ett slutligt röstresultat väntades till 10 oktober, i samband med en session i Kataloniens parlament. Det förväntades efterföljas av utlysande av Kataloniens självständighet från Spanien.

#### Parlamentssessionen den 10 oktober
10 oktober samlades Kataloniens parlament med en enda ämne på agendan – regionpresident Carles Puigdemonts föreläggande av folkomröstningens resultat och ett eventuellt utropande av en självständig katalansk republik. Sessionen inleddes en timme försenad (19:00 istället för 18:00), efter råd från och samtal med "en internationell aktör". Vid det 40 minuter långa föreläggandet talades om de framförhandlade nya autonomistatuterna som senare vid två tillfällen skrevs om före godkännande av Spaniens författningsdomstol, liksom om de 18 tillfällen som Katalonien försökt få till stånd ett avtal med Spanien om en folkomröstning, liksom om behovet av medling och samförstånd för att kunna gå framåt. Han meddelade att Katalonien vunnit sin rätt att utropa sig självständigt, men att han sköt upp självständighetsförklaringen för att söka samförstånd genom dialog.
Puigdemonts tal följdes av tal från olika partiledare och parlamentsledamöter. Efter sessionen, cirka 22:00, undertecknade ledamöter av Kataloniens regionregering samt partierna Junts pel Sí och CUP den katalanska republikens – tills vidare vilande – självständighetsförklaring. Parlamentssessionen följdes på många håll både inom och utom Spanien, och Kataloniens parlament beräknas ha gett pressackreditering till 1000 personer från 250 olika medier.
Spaniens regering har krävt besked om Puigdemonts uttalande och det undertecknade dokumentet innebär utropande av Kataloniens självständighet eller inte. Om det första gäller, förbereder Spanien ett övertagande av regionens administration och politiska styre, enligt författningsartiklarna 155 och 116. Något liknande har inte skett sedan författningen skrevs 1978, i någon del av Spanien.

### Vägen mot republik och artikel 155

#### 16–17 oktober (arresteringar, ny demonstration)
16 oktober 2017 arresterades Jordi Cuixart och Jordi Sànchez av Guardia Civil, åtalade för uppvigling. De båda är ledare av Òmnium Cultural respektive Assemblea Nacional Catalana, två kulturpolitiska katalanska organisationer med starka kopplingar till senare års katalanska självständighetsprocess. De båda ledde gatuprotester i Barcelona i samband med det spanska polistillslaget den 20 oktober och har lett organiserandet av senare års manifestitationer på Kataloniens nationaldag. Samtidigt inkallades Josep Lluís Trapero, överpolischef för Mossos d'Esquadra, till förhör och fråntogs sitt spanska pass. Även han ses som delaktig i det katalanska motståndet mot spansk rättsskipning.
Tillslagen mot organisationerna och ett antal pågående polisutredningar mot andra representanter för Kataloniens nuvarande styre ses av många som del av ett slutligt spanskt övertagande av styret över regionen, vilket skulle avskaffa Kataloniens självstyre inom Spanien.
Den 17 oktober samlades till en demonstration i Barcelona mot fängslandet av Cuixart och Sànchez. Enligt stadspolisen Guàrdia Urbana deltog cirka 200 000 i demonstrationen.

#### 18–22 oktober (demonstrationer, närmare 155)
En ny demonstration i Barcelona lördagen den 21 oktober krävde ånyo ett frigivande av Cuixart och Sànchez – vilka demonstranterna ser som politiska fångar. Enligt Guàrdia Urbana deltog denna gång 450 000 i demonstrationen, som även omgicks av politiska slagord och av bland annat SVT:s utsände sågs som ett "självständighetsrally".

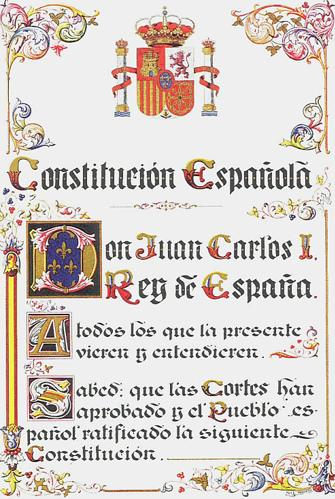
Spaniens författning från 1978, vars artikel 155 från den 21 oktober 2017 tagits i bruk för att återupprätta lag och ordning i Katalonien.

Samma dag meddelade Spaniens premiärminister att man beslutat använda artikel 155 i Spaniens författning, vilket avskaffar Kataloniens regionala styre och dess regionregering och ersätter denna med direktstyre från Madrid. Beslutet väntas godkännas av Spaniens senat, där styrande Partido Popular har egen majoritet, under den kommande veckan. Dessutom stöddes beslutet via uttalanden av både Ciudadanos och PSOE:s respektive partiledare. Det spanska direktstyret av regionen föreslås gälla under sex månaders tid, med planerade nyval till Kataloniens parlament. De olika delarna av direktstyret är enligt beskedet från Rajoy:
1. Beslutet att kunna upplösa Kataloniens parlament (som i vanliga fall ligger inom regionpresidentens domvärjo) tas över av Spaniens premiärminister. Nyval till regionparlamentet ska utlysas inom sex månader.
2. Regeringen ber om mandat från Spaniens senat för att kunna avsätta den katalanska regionregeringen från sina poster. Deras roller tas under denna period över av motsvarande spanska ministerier.
3. Det katalanska regionstyret fortsätter att fullgöra sina plikter, nu dock på direktiv från Spaniens olika regeringsministerier.
4. Regionparlamentet upplöses inte. Parlamentets talman (för närvarande Carme Forcadell) kan dock inte längre föreslå kandidat till regionpresident och inte heller samla till plenum för hens tillträde på posten. Talmannen kan inte heller föreslå initiativ som går emot Spaniens författning eller de katalanska regionstatuterna. För varje initiativ från talmannen har Spaniens regering 30 dagar på sig att begära veto mot initiativet.
5. Spaniens regering kan ta över kontrollen över TV3, för att "säkerställa" att kanalen sänder ut "nyheter som är sanna och balanserade".
6. Spaniens regering kräver efterlevnad av lagen från den regionala poliskåren. Kåren kan även i praktiken ersättas i sin roll som lagens väktare av Spaniens motsvarande polisstyrkor (Guardia Civil och Policía Nacional).

Regionpresident Puigdemont, som är föremål för åtal i spansk domstol (maxstraff 30 år), svarade på "155-meddelandet" genom att vilja lägga fram hela frågan för avgörande Kataloniens parlaments. Två av alternativen är utropande av den självständiga republiken Katalonien och utlysande av nyval.
Oron i Katalonien angående Spaniens direktstyre gäller bland annat det katalanska skolsystemet (med katalanska som undervisningsspråk), den regionala televisionens frihet och dito vad gäller regionens poliskår. Xavier García Albiol, ledare för PP i Katalonien, har under veckan påstått att man i de flesta katalanska skolor utbildat skolbarnen i att hata Spanien. Detta uttalande har lett till en Internetpetition för att offentligt låta fördöma honom själv för hatbrott, en petition som under veckan samlat över 250 000 underskrifter. Senare under lördagen meddelade personalen på regionens etermediebolag att de såg Spaniens planer som en direkt attack på press- och yttrandefriheten, och man hotade med att inte erkänna en kommande spansk centralstyrning av bolagets verksamhet.
Regionpresident Puigdemont höll tal i Kataloniens parlament, under en påbörjad debatt om regionens svar gentemot Spaniens väntade utlysande av artikel 155. Han beslöt, efter påtryckningar från stödpartiet CUP, att inte låta kalla till nyval till parlamentet, efter att han inte fått "garantier" från den spanska regeringen (angående hans vädjan om samtal mellan Barcelona och Madrid).

#### 27 oktober (republik och 155)
| 27 oktober. Till vänster session i Kataloniens parlament 15:27, efter att republiken utropats. Inga representanter för oppositionen finns i lokalen. Till höger folksamling i trapphuset en knapp timme senare, med ministrar, en mängd katalanska borgmästare samt pressrepresentanter. |  | 27 oktober. Till vänster session i Kataloniens parlament 15:27, efter att republiken utropats. Inga representanter för oppositionen finns i lokalen. Till höger folksamling i trapphuset en knapp timme senare, med ministrar, en mängd katalanska borgmästare samt pressrepresentanter. |
| 27 oktober. Till vänster session i Kataloniens parlament 15:27, efter att republiken utropats. Inga representanter för oppositionen finns i lokalen. Till höger folksamling i trapphuset en knapp timme senare, med ministrar, en mängd katalanska borgmästare samt pressrepresentanter. |  | |

Vid middagstid den 27 oktober inleddes samtidiga parlamentssessioner i Spaniens senat och Kataloniens parlament. I den spanska senaten, där styrande Partido Popular har egen majoritet, låg regeringens proposition om att utlösa artikel 155 för beslut. I det katalanska regionparlamentet fortsatte, för andra dagen, diskussionerna omkring regionens svar och möjligheten att låta utropa Kataloniens självständighet.
Runt klockan 15:25 röstade parlamentet i Katalonien för att låta utropa den oavhängiga Katalanska republiken. En timme senare röstade Spaniens senat för regeringspropositionen, vilket utlöste artikel 155 och Spaniens övertagande av Kataloniens autonomi. I Barcelona var röstsiffrorna 70 för, 10 emot och 2 blankröster (av totalt 135 möjliga röster; detta innebar att i princip hela oppositionen i parlamentet avstod från att delta i voteringen). I Madrid röstade 214 för och 47 emot, med 1 nedlagd röst.
Därmed hade en spansk region för första gången sedan Franco-tiden fråntagits sin autonomi. Katalonien hade dessutom fått en direkt parallell till händelserna i oktober 1934, då Kataloniens dåvarande regionpresident Lluís Companys lät utropa en liknande katalansk republik. Det spanska rättsväsendet hade innan dagens händelser meddelat att alla som varit inblandade i de olagliga handlingarna (i Kataloniens parlament) hade rättsliga efterräkningar att vänta.
Samma dag lät Spaniens premiärminister avsätta regionpresident Puigdemont och hans regering, samt låta upplösa regionparlamentet. Nyval utlystes till 21 december. Posten som regionpresident avskaffas tillfälligt, och under tiden innehar Spaniens minister för Territoriet och Administrationen av det allmänna – Soraya Sáenz de Santamaría – motsvarande maktbefogenheter.
Inga länder har ännu erkänt den katalanska statsbildningen, och både EU och USA ser den pågående spanska krisen som en intern spansk angelägenhet. Trots detta har delar av det katalanska samhället välkomnat beslutet, exemplifierat av stora, flaggviftande människomassor i Barcelona efter utropandet den 27 oktober. Spanien har tidigare under hösten genomfört stora polisinsatser för att försöka återfå kontroll över läget i regionen, något som väntas fortsätta.

### Från oktober till december – med artikel 155 mot nyval

#### 28–29 oktober
Den 28 oktober gjorde Puigdemont även ett uttalande, möjligen i Girona, där han uppmanade den katalanska befolkningen att göra fredligt motstånd mot Spanien. Under helgen tog dock spansk polis över den faktiska kontrollen över regionen – inklusive den regionala polisen – utan att möta något större motstånd. Regionpolischefen Josep Lluís Trapero avskedades efter republikutropandet, och i hans ställe tillträdde hans närmast underordnade chef.
Söndagen den 29 oktober samlades en stor demonstration i Barcelona, till stöd för regionen som del av Spanien. Demonstrationen, som möjligen samlade över 500 000 deltagare, utlystes redan en vecka tidigare av Societat Civil Catalana, en medborgarrättsorganisation som även arrangerade en liknande massdemonstration den 8 oktober.
Samma dag (29/12) tog Girona FC emot Real Madrid CF hemma på Estadi Montilivi. Som en ödets ironi lyckades La Liga-nykomlingen från Carles Puigdemonts hemstad besegra det spanska huvudstadslaget (som har Mariano Rajoy som en av supportrarna) med 2–1, vid Real Madrids första besök i Katalonien sedan inledningen av den spanska politiska krisen. Trots vissa säkerhetsrisker skedde inga incidenter kring Real Madrids besök i Girona.

#### 30 oktober till början av november
Den 30 oktober inleddes arbetsveckan för de flesta katalaner. Något utbrett motstånd mot det införda spanska direktstyret förekom dock inte.
Nästa morgon åtalade Spaniens riksåklagare Carles Puigdemont, medlemmarna av hans regionregering samt talmännen i regionparlamentet för uppror, uppvigling och förskingring av allmänna medel, som en följd av utropandet av Republiken Katalonien. Något tidigare samma dag reste Puigdemont och delar av hans regering med bil till franska Marseille, varifrån de tog ett flyg till Bryssel. Belgiens premiärminister har tidigare uttalat sig som tänkbar medlare i konflikten mellan regionregering och Spanien, något som dock aldrig sattes i verket.
Under de följande dagarna gjorde Puigdemont uttalanden från sin belgiska exil. Alla medlemmarna av hans regering har fått motta åtal, kallats till förhör och i vissa fall (som med finansministern Oriol Junqueras) arresterats. Förhör med Junqueras skedde den 2 november. För att undvika ett motsvarande öde som cirka 20 regionministrar och talmän i regionparlamentet har Puigdemont och fyra av hans ministrar valt att fortsätta sin vistelse i Belgien med önskan att få svara på åtalspunkterna (som kan motsvara upp till 30 år i fängelse) därifrån. Spanien väntas dock begära utlämning av Puigdemont och de andra flyktade katalanska ledande politikerna. Dessa fem politiker är (förutom Puigdemont) Toni Comín (f.d. hälsoregionråd), Clara Ponsatí (f.d. utbildningsregionråd), Lluís Puig (f.d. kulturregionråd) och Meritxell Serret (f.d. jordbruksregionråd).

#### November–december

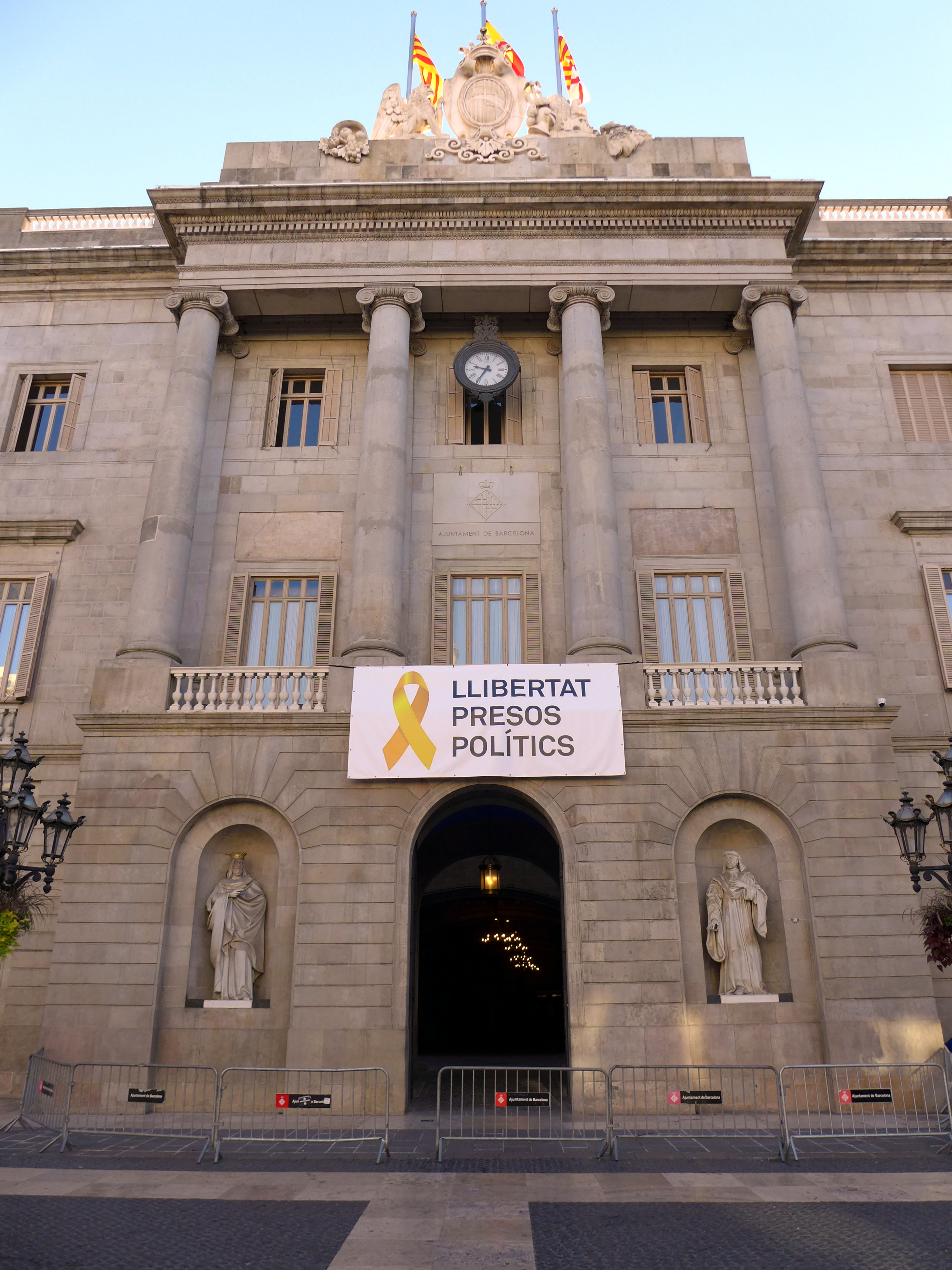
Staden Barcelona (som här på stadshuset) tog under november ställning mot Spaniens fängslande av separatistiska katalanska politiker och aktivistledare. Det gula bandet användes flitigt i syfte att visa detta.

Under tiden fram till nyvalen 21 december hade nästan alla de fängslade katalanska parlamentarikerna släppts ur fängelse, många mot borgen och med efterräkningar att vänta. ERC-ledaren Oriol Junqueras kvarstod dock under december i fängsligt förvar, och Carles Puigdemont samt fyra andra regeringsmedlemmar kvarstod i belgisk exil. Detta till trots ställde de upp som kandidater till nyvalen.
Politiska aktivister lanserade under november det gula bandet (jämför rosa bandet med flera). Detta fungerar i sammanhanget som en symbol för aktivisternas krav på att alla fängslade politiker släpps fria. I valkampanjen inför december månads nyval förbjöds detta gula band att nyttjas av valförrättare och liknande tjänstemän. Även andra yttringar i samma färg och på andra platser har enligt en petition från partierna PP och Cs begärts olagligförklarade, även om mängden offentliga gula band fortsatte att öka i takt med arresteringarna av katalanska politiker.
7 december arrangerade de båda politiska grupperingarna ANC och Òmnium Cultural en demonstration i Bryssel, till stöd för den utropade katalanska republiken och för frisläppandet av de separatistiska katalanska politikerna. Demonstrationen samlade 20 000–50 000 deltagare.
14 december meddelade den ansvarige domaren i Spaniens högsta domstol att Joaquim Forn (f.d. civilregionråd), Jordi Sànchez (ANC) och Jordi Cuixart (Òmnium Cultural) skulle kvarstå i fängsligt förvar fram till 11 januari. Även Oriol Junqueras (f.d. katalansk vicepresident) var tills vidare kvar i fängelse, trots att han ställer upp som förstakandidat för ERC i Barcelona.

### Parlamentsval och efterspel
Det extrautlysta parlamentsvalet 21 december samlade en hög andel röstande. Enligt preliminära rapporter blev Ciudadanos största parti i det nya parlamentet, men de självständighetsivrande behåller fortfarande majoriteten i parlamentet. CUP är fortfarande vågmästare men endast med 4 vunna mandat. Ciudadanos valframgång jämnas ut en stor tillbakagång för Partido Popular, som bara vinner 4 av 135 mandat.

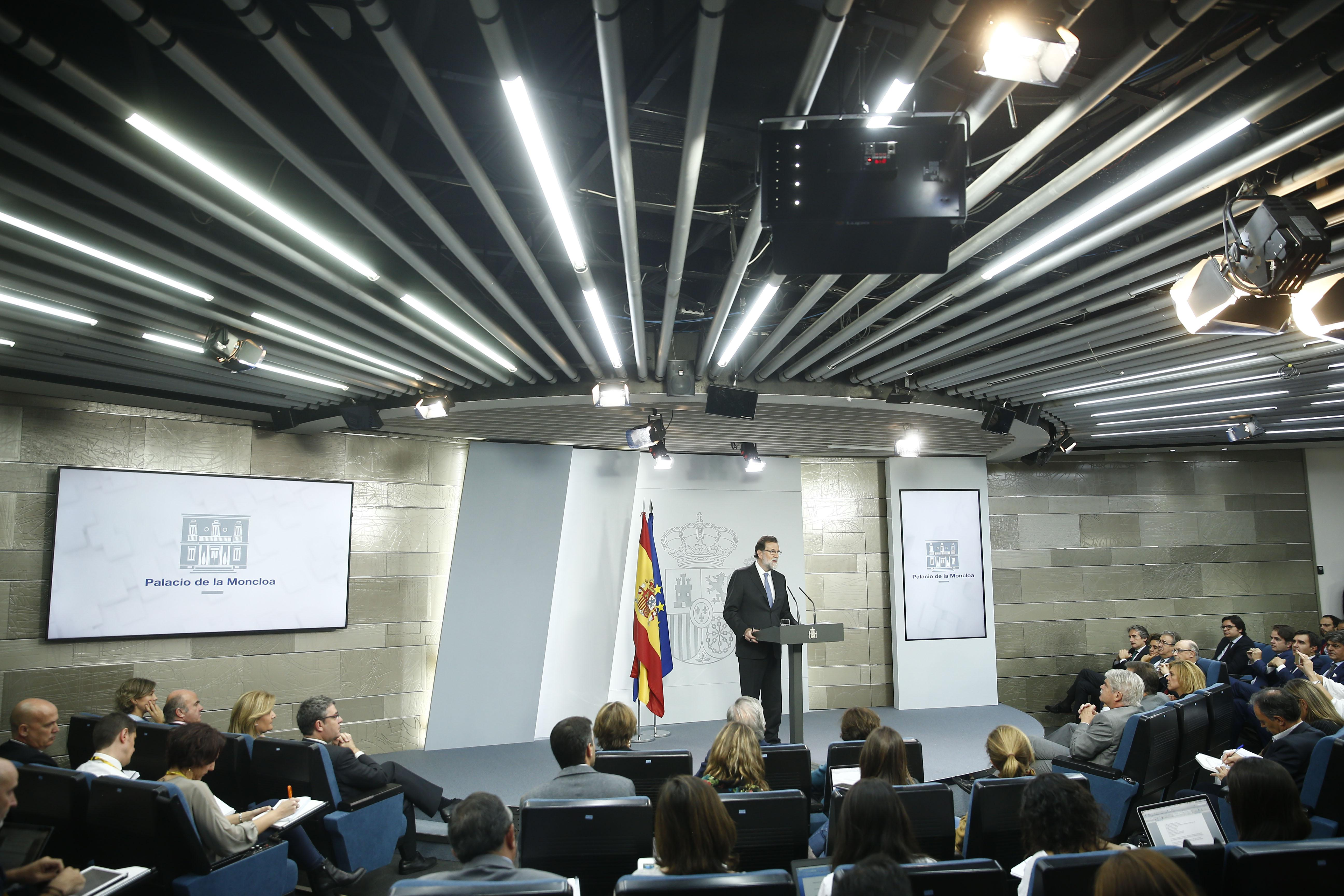
Mariano Rajoy utlyser 3 december nyvalet till Kataloniens parlament.

Två dagar senare tog Real Madrid CF emot FC Barcelona i El Clásico hemma på Estadio Santiago Bernabéu. Barcelonas 3-0-seger var den tredje raka på bortaplan i El Clásico-sammanhang, och Barças försprång till Real Madrid i ligan blev därmed (minst) 11 poäng stor. Resultatet, som kom två månader efter Real Madrids överraskande förlust i mötet med nykomlingarna FC Girona (se ovan), gav eko även utanför sportkretsarna i Spanien (ett land där hälften av de stora dagstidningarna är sporttidningar). Vissa påminde om att El Clásico även 2010 spelades direkt efter ett katalanskt parlamentsval, då med resultatet 5–0 till FC Barcelona.
I slutet av december beslutade den Spaniens inrikesministerium att avsluta Operation Copérnico. Detta är kodnamnet för den extra polisinsats som med 6 000 extrainkallade spanska poliser under hösten har stött inrikesmininisteriets pågående Operation Anubis, med mål att återta den spanska kontrollen och återupprätta respekten för (spansk) lag och ordning i Katalonien. Logistikproblem gjorde att dessa poliser under operationens gång fick inkvarteras i tre inhyrda färjor lagda vid kaj i Barcelonas respektive Tarragonas hamn.
Ciudadanos ledare Albert Rivera uteslöt, utifrån mandatfördelningen efter parlamentsvalet, att de konstutionalistiska krafterna ska kunna bilda regionregering i Katalonien. PP:s talesman Pablo Casado uteslöt dock inte denna möjlighet, eftersom åtta av platserna i det nyvalda parlamentet tillhör politiker från självständighetssidan som har åtal eller fängelse hängande över sig.
I sina respektive nyårstal kritiserade minst sex olika spanska regionpresidenter Kataloniens självsvåldiga och författningsstridiga handlande under året. Katalonien och den relaterade spanska konstitutionella krisen sågs allmänt som den för tillfället största politiska utmaningen i Spanien. Aragoniens regionpresident Javier Lambán höll sitt nyårstal i det numera övergivna klostret i Villanueva de Sigena, som under mellandagarna trots katalanska protester och endast med hjälp av polisbeskydd återfått de medeltida konstföremål som länge funnits utställda i stadsmuseet i katalanska Lleida.
De extrainkallade spanska polisstyrkorna (se Operation Anubis) fanns kvar i regionen fram till årsskiftet 2017/2018.

#### Det nyvalda parlamentet
17 januari 2018 valdes ERC-kandidaten Roger Torrent till ny talman för parlamentet, efter Carme Forcadell. Vid den slutna voteringen mottog Torrent 65 ja-röster, medan motsvarande votering för Ciutadans–Ciudadanos-kandidaten José Maria Espejo-Saavedra endast gav stöd från 56 röstande. Voteringen skedde efter att parlamentets trehövdade ålderspresidium (mesa d'edat; bildat av den äldste och de två yngsta ledamöterna), lett av Ernest Maragall, valt att låta de tre fängslade parlamentsledamöterna lämna sina röster via ombud. Detta gjordes med hänvisning till paragraf 93 i parlamentets reglemente, där en ledamot kan få avlämna sin röst via ombud vid långvarig funktionsnedsättning. De fem ledamöterna i exil valde att inte låta utnyttja denna möjlighet, för att inte hela parlamentssessionen skulle riskera att ogiltigförklaras av Spaniens konstitutionsdomstol.
Inför omröstningarna meddelade alliansfria CatComú-Podem att man skulle rösta blankt. Åtta tomma platser i parlamentet markerades med stora gula band, symbolen för partiernas önskan att få fängslade katalanska politiker fria eller tillbaka från politisk exil. Talmansvalet sågs av "självständighetssidan" som en politisk seger.
Den separatistiska parlamentsmajoriteten planerar även att låta välja Carles Puigdemont till ny regionpresident, trots att han befinner sig i Belgien i politisk exil. Detta försök ogillas starkt bland annat av Spaniens regering, som hävdar att en kandidat till regionpresidentposten måste presentera sitt program inför parlamentet.

### Våren 2018

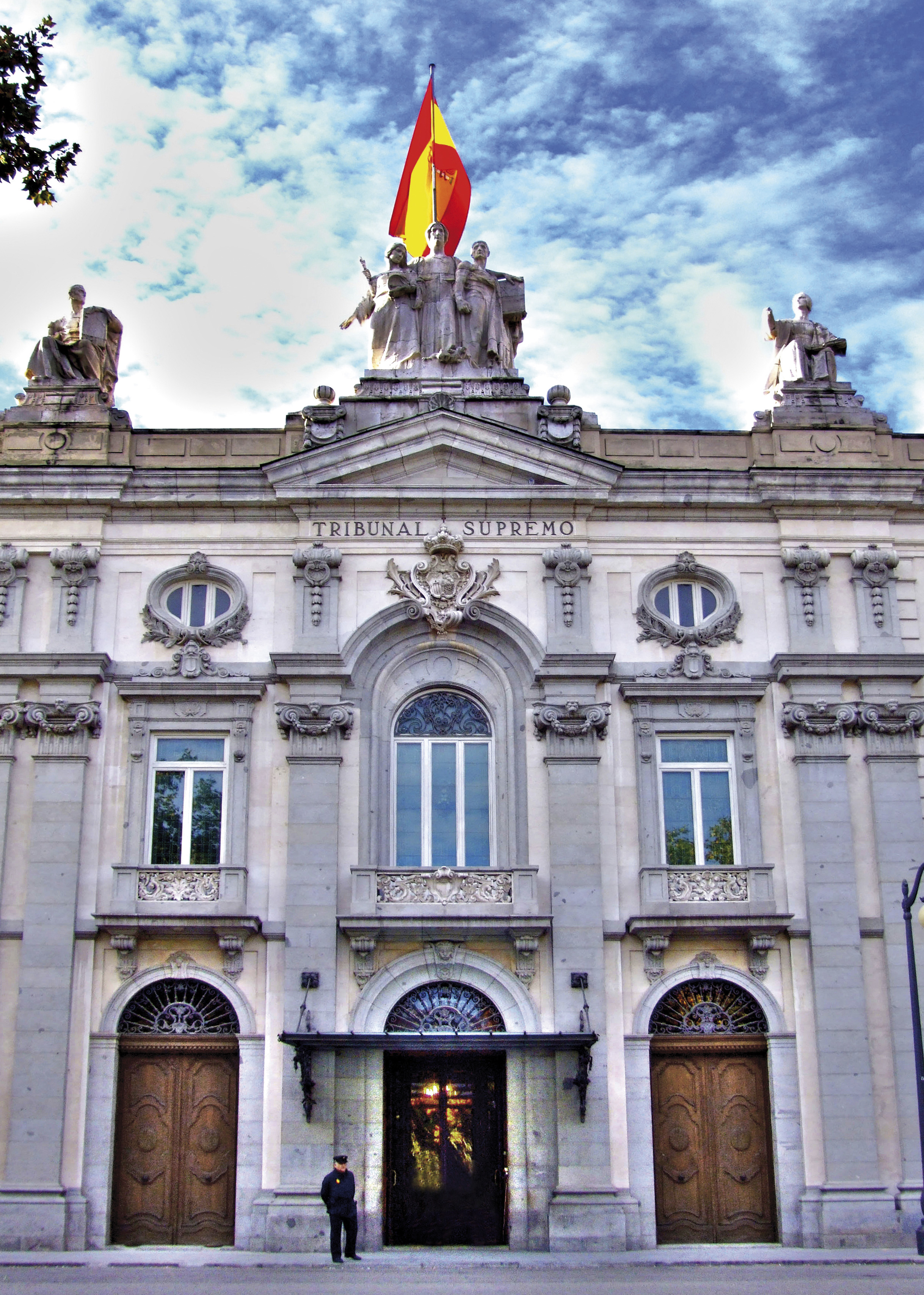
Under 2018 inledde Spaniens högsta domstol flera rättsprocesser mot katalanska politiker med koppling till utropandet av Republiken Katalonien.

Den 23 mars 2018 meddelade domaren i Spaniens högsta domstol Pablo Llarena att han har påbörjat en process mot 25 av de 28 som är föremål för utredning av den kriminella planering (diseño criminal) som skett i samband med omröstningen den 1 oktober. Fyra av Puigdemonts rådgivare samt tidigare talmannen Carme Forcadell häktades under dagen. Detta innebär att sammanlagt nio är fängslade, sju har flytt landet och nio är fortfarande fria. Tre (Artur Mas, Marta Pascal och Neus Lloveras) har endast haft marginell inblandning och är inte föremål för denna utredning. Den 25 mars greps Carles Puigdemont i Hamburg på väg från Finland till Belgien. Åtalspunkterna rör i olika grad uppror, förskingring och ohörsamhet och med straffsatser från två till tre månader fängelse upp till 25 år. (se vidare nedan under Juridiska processer och exil)
Spaniens krav på utlämning av Puigdemont till Spanien avslogs dock av de tyska myndigheterna, eftersom han enligt dem inte gjort sig skyldig till åtalspunkten uppror. CUP:s tidigare språkrör Anna Gabriel begav sig, inför risken att bli häktad, redan i februari till schweiziska Genève. I mars lämnade Marta Rovira, ledande politiker i ERC och även hon hotad av fängelse, landet.

#### Torra ny regionpresident
Efter svåra parlamentsförhandlingar, en svag parlamentsmajoritet och ett antal spanska rättsprocesser mot ett stort antal ledande katalanska politiker kunde parlamentet 14 maj 2018 enas om Quim Torra (ej ledamot av parlamentet, aktiv i partiet Reagrupament) som ny regionpresident. Med ett återbildat regionstyre förväntas Spanien lämna sitt direktstyre över regionen, även om Spaniens regering meddelat att man fortsatt tänker ha ett "vakande öga" över regionstyrets aktiviteter. Efter valet av Torra uttalade sig Mariano Rajoy och oppositionsledaren Pedro Sánchez gemensamt om att man inte vill se något nytt skapande av parallella politiska institutioner i Katalalonien.
När Torras regionregering presenterades den 19 maj innehöll den tretton namn (förutom Torra själv). Antalet ministrar och ansvarsområden var i princip desamma som under den föregående Puigdemont-regeringen. Notabelt var att två av ministrarna (Jordi Turull och Josep Rull) befinner sig i spanskt fängelse, medan två andra (Lluís Puig och Toni Comín) är i belgisk exil; alla fyra väntar åtal för olika kombinationer av uppror, förskingring och ohörsamhet. Vissa medier kritiserade det faktum att endast tre av tretton ministrar var kvinnor, vilket var en lägre andel än på länge.
Premiärminister Mariano Rajoy meddelade den 20 maj att han inte kommer att låta ta bort direktstyret över regionen, så länge fängslade regionministrar ingår i Torras regionregering. Dagen efter besökte Torra de nio katalanska politiker (de flesta ex-ministrar) som sitter i spanskt fängsligt förvar.

#### Sánchez ny spansk premiärminister
Spaniens hantering av den katalanska krisen försvåras av det svaga regeringsstödet i parlamentet. I konflikten med de katalanska separatisterna har PP stöd av både Ciudadanos och PSOE, medan de står utan stöd från PSOE i många andra frågor. Den spanska statsbudgeten godkändes till slut av deputeradekammaren i slutet av maj 2018, efter tolv timmars debatt och med nödvändigt stöd från det baskiska nationalistpartiet. Ett dygn senare hade det första domslutet i den långvariga korruptionshärvan med namnet Gürtel pekat på PP:s inblandning i det hela, vilket ledde PSOE-ledaren till att kalla till misstroendevotum och Ciudadanos-ledaren att önska ett snart nyval. Till att börja med blev det en ny spansk premiärminister, efter att Sánchez misstroendevotum 1 juni lockat 180 av de 350 möjliga rösterna.
Efter att Spaniens regering vägrat acceptera Torras regering valde han den 29 maj att nybilda denna. Torra ersatte de fyra ministrarna i fängelse eller i exil med fyra nya namn. Av dessa var tre kvinnor, vilket ökade andelen kvinnliga ministrar till 6 av 14. Samtidigt valde Toni Comín, en av de tidigare regionministrarna i belgisk exil, från sin rösträtt i parlamentet som vald ledamot. Detta försvagade det parlamentariska stödet för Torras regering.
I Pedro Sánchez nytillsatta spanska regering blev katalanskan Ester Capella justitieminister. På frågor omkring de fängslade katalanska politikerna, kunde hon inte lova några snabba konkreta åtgärder utan förklarade i en TV-intervju att det handlar om att följa lagen. Däremot föranmälde hon en efterlängtad resursförstärkning till rättsinstanserna i Katalonien.

## Fler följder

### Politisk instabilitet
Oroligheterna före och under folkomröstningen har lett till politisk instabilitet samt vissa oroligheter både i Katalonien och Spanien i stort. De hårda spanska polisinsatserna ledde till att Baskiska nationalistpartiet drog tillbaka sitt stöd till Spaniens kommande regeringsbudget, som därmed inte kunnat godkännas i Spaniens parlament. Demonstrationer både för och emot Kataloniens rätt att folkomrösta har genomförts i en mängd spanska städer. Våldsamheter skedde i Zaragoza i samband med en politisk konferens med Podemos och andra partier kritiska mot Spaniens regering. PSOE och Ciudadanos har i stort stött den spanska regeringens hållning i konflikten, till skillnad mot Podemos och i princip alla regionalistiska partier i Spaniens parlament.
Sprickorna är djupa också i Katalonien, där den politiska oppositionen nästan mangrant vägrade att delta i den session där en viktig lag relaterad till folkomröstningen röstades igenom i början av september. Oppositionen (åtminstone delar av den) har både uppmanat till nyval och till Spaniens ingripande mot den "oansvariga" regionledningen.
Efter polisinsatserna under 1 oktober-omröstningen upplöstes ett antal kommunstyren i ett antal katalanska städer, inklusive Tarragona (då styrt av en koalition mellan PP och PSC). Ett antal katalanska städer har förberett namnändringar på olika torg till Plaça 1 d'Octubre ('1 oktober-torget'), och vissa hade redan tidigare invigt stadstorg med samma namn.
| Vänster: 3 oktober skedde stora demonstrationer i Barcelona mot polisingripandena under folkomröstningen, i samband med en utlyst generalstrejk. Höger: 8 oktober genomfördes stora demonstrationer i Barcelona för Kataloniens tillhörighet i Spanien, under parollen "Prou! Recuperem el seny" ("Det räcker nu! Tillbaka till sunt förnuft!"). |  | Vänster: 3 oktober skedde stora demonstrationer i Barcelona mot polisingripandena under folkomröstningen, i samband med en utlyst generalstrejk. Höger: 8 oktober genomfördes stora demonstrationer i Barcelona för Kataloniens tillhörighet i Spanien, under parollen "Prou! Recuperem el seny" ("Det räcker nu! Tillbaka till sunt förnuft!"). |
| Vänster: 3 oktober skedde stora demonstrationer i Barcelona mot polisingripandena under folkomröstningen, i samband med en utlyst generalstrejk. Höger: 8 oktober genomfördes stora demonstrationer i Barcelona för Kataloniens tillhörighet i Spanien, under parollen "Prou! Recuperem el seny" ("Det räcker nu! Tillbaka till sunt förnuft!"). |  | |

Den katalanska regionregeringen har det vänsterradikala CUP som stödparti. CUP förespråkar ett snabbt utlysande av självständighet, medan meningarna är delade hos andra delar av det katalanska styret. Ett (snabbt) utlysande av självständighet förväntas leda till att Spanien utlyser artikel 155, vilket avskaffar regionens ekonomi och enligt många leder till stegrade oroligheter i regionen. Katalonien har ett eget polisväsende (Mossos d'esquadra) men ingen militär och små möjligheter att försvara sin suveränitet vid ett eventuellt utropande av Kataloniens självständighet.
Spaniens kung Felipe VI gjorde ett uppmärksammat tal i spansk TV där han manade till besinning och i första hand vände sig mot de olagligheter som utförts i Kataloniens namn. Han nämnde dock inget om den – enligt regionens ledande politiker – spanska polisbrutaliteten under folkomröstningen. Därefter har spanska kungliga institutioner och verksamheter med koppling till Katalonien blivit föremål för kommunala och regionala sanktioner i regionen. Spanska regeringens högste representant i Katalonien har förklarats persona non grata i ett antal katalanska kommuner och städer.
Kravallpolisens insatser för att förhindra folkomröstningen ledde till utlysandet av en katalansk generalstrejk den 3 oktober. Under veckan har demonstrationer både för och emot polisinsatserna, folkomröstningen och den katalanska regeringspolitiken arrangerats i olika katalanska städer, och allmänna kastrullkonserter (katalanska: cassolades; spanska: caceroladas) från balkonger har hörts många kvällar. Söndagen den 8 oktober samlade organisationen Societat Civil Catalana till stora demonstration i Barcelona till stöd för dialog och Spaniens enhet; demonstrationen samlade mellan 350 000 och 940 000 personer vilket är i klass med vissa självständighetsdemonstrationer från senare år.

### Ekonomiska följder

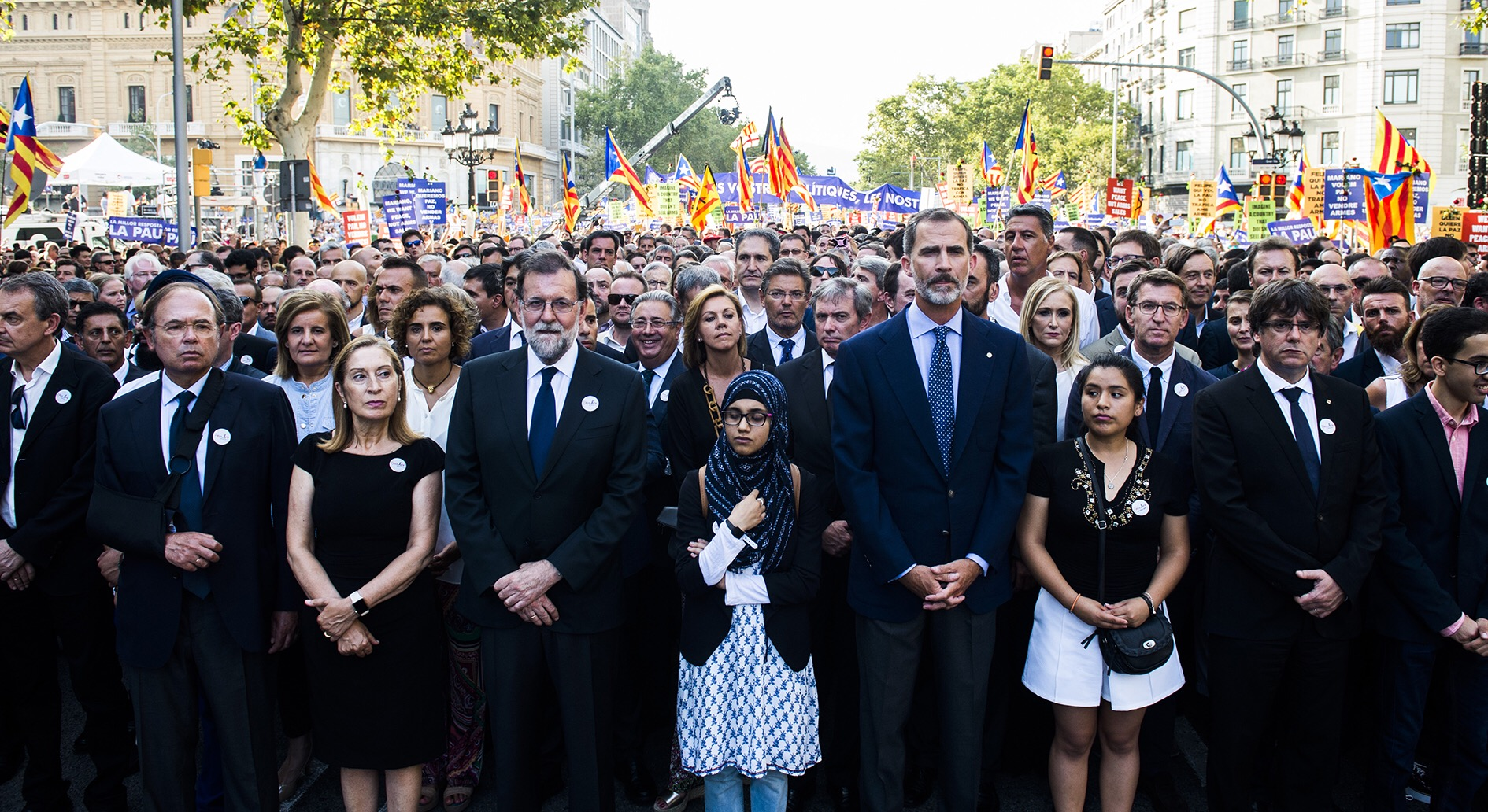
Den 26 augusti 2017, veckan efter terrordåden i och runt Barcelona, arrangerades en fredsmanifestation i Barcelona, med en mängd regeringsrepresentanter och katalanska politiker närvarande. På bilden syns i främsta ledet bland andra Mariano Rajoy och Carles Puigdemont på ömse sidor om Spaniens kung, och i bakgrunden syns både fredsplakat, plakat mot Spaniens export av vapen och en mängd katalanska självständighetsflaggor. Ett par veckor senare hade den turbulenta katalanska hösten 2017 inletts på allvar.

| Storbankerna La Caixa och Banco Sabadell flyttade under krisen sina huvudkontor ut ur Katalonien. |  | Storbankerna La Caixa och Banco Sabadell flyttade under krisen sina huvudkontor ut ur Katalonien. |
| Storbankerna La Caixa och Banco Sabadell flyttade under krisen sina huvudkontor ut ur Katalonien. |  |                                                                                                   |

Under veckan efter folkomröstningen haglade beskyllningarna mellan ledningarna i Barcelona och Madrid. Under oron har Madridbörsen upplevt minst en dag av kraftigt börsfall, och flera Katalonien-baserade företag har för att försvara sina aktiekurser besluta flytta sitt säte till orter utanför regionen. Den 5 och 6 oktober beslutade energibolaget Gas Natural att flytta sitt säte till Madrid, Banco Sabadell sitt eget till Alicante och La Caixa sitt till Valencia. De båda sistnämnda var 2016 Spaniens efter tillgångar fjärde respektive tredje (genom dotterbolaget Caixabank) största banker.
De snabba besluten underlättades av ett spanskt specialdekret som tillåter spanska företag att byta säte utan att behöva invänta beslut på en aktiestämma. Dekretet sågs från katalanskt politiskt håll som ett sätt att utöva ytterligare påtryckningar på de styrande i regionen, medan Banco Sabadell förklarade att man var tvungen att skydda både kundernas och aktieägarnas intressen; banken hade förlorat nästan 15 procent i börsvärde under veckan. Representanter för åtminstone Gas Natural sa att flytten var provisorisk och motiverad av den oklara juridiska situationen i Katalonien.
Ett antal större katalanska företag, som Cordoníu, har sällat sig till de namn som under krisen flyttat sina officiella adresser ut ur Katalonien. Den 26 oktober 2017 hade 1 681 företag valt att lämna Katalonien. En månad senare den 30 november hade antalet utflyttade företag ökat till 2876 företag och den 21 december var det totalt 3139 företag som hade lämnat Katalonien med en takt de sista veckorna före parlamentsvalet av 20 företag per dag. Under de fyra första månaderna 2018 fortsatte på grund av den politiska osäkerheten utflytten av företag; den 20 april 2018 hade 3873 företag lämnat Katalonien, mer än hälften till Madrid.

## Juridiska processer och exil

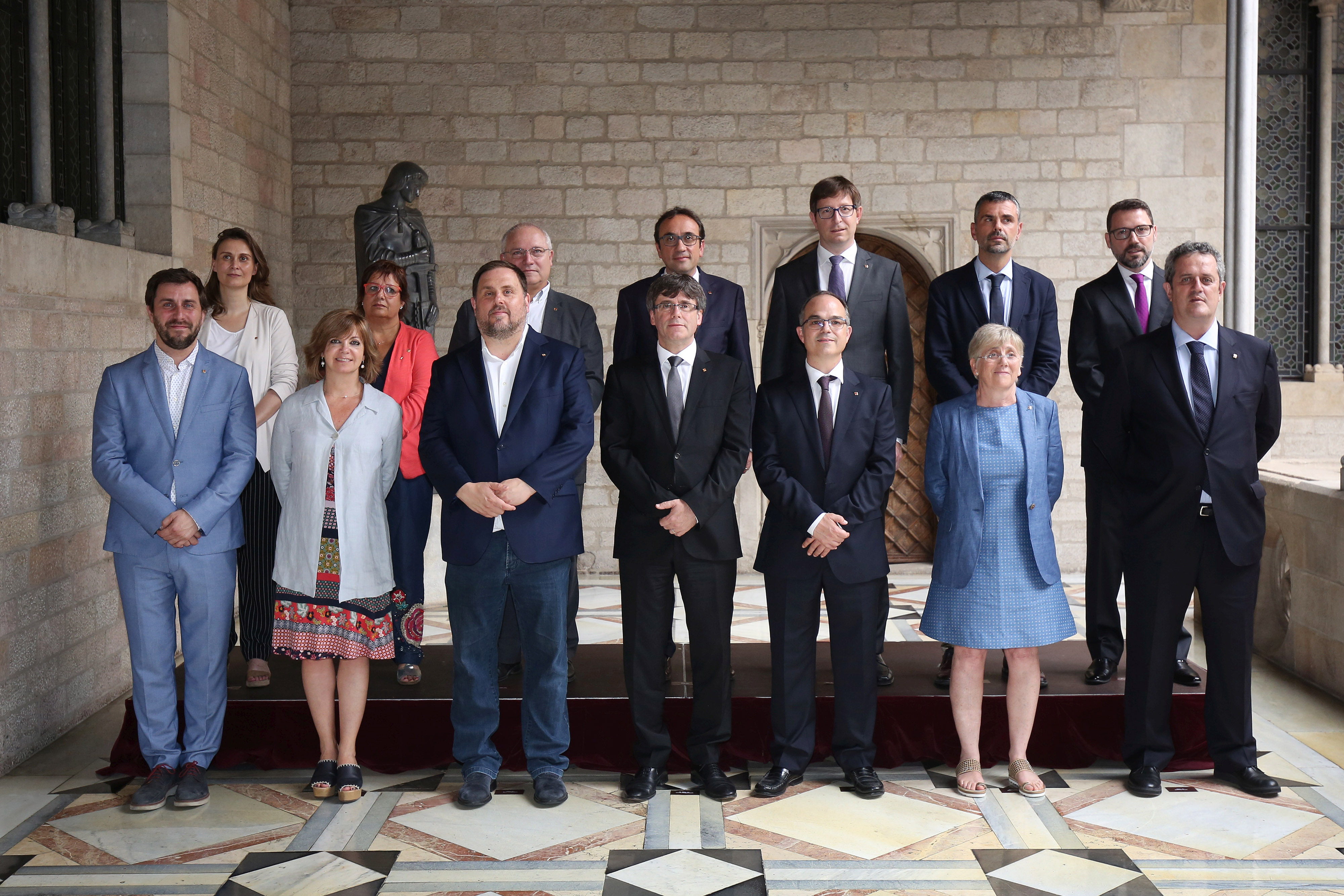
Den delvis ombildade katalanska regionregeringen 14 juli 2017. Fem trädde från och fyra trädde till i regeringen denna dag. Av personerna på fotot befann sig i maj/juni 2018 fem i spanskt fängelse och fyra i politisk exil.

Juridiska processer har inletts eller planeras mot ett stort antal katalanska politiker, för deras medverkan i den lagstridiga självständighetsprocessen i regionen.
29 juni 2018 utfärdade den ansvarige HD-domaren Pablo Llarena en solidarisk bot på drygt 2,1 miljoner euro för de 14 avsatta regionministrarna att betala inom en vecka. Boten (som om den förfaller ersätts av utmätning av tillgångar) motsvarar enligt domaren den misstänkta förskingring av allmänna medel som ministrarna enligt domaren gjort sig skyldiga till genom anordnandet av den olagligförklarade folkomröstningen. Spaniens dåvarande finansminister Cristobal Montoro, som genom Spaniens budgetkontroll över regionens finanser sedan 2015 sade sig ha en god insyn i pengaflödena, har dock förnekat existensen av en sådan utgiftspost i den katalanska regionadministrationen. Andra uppgifter har spridits om att åtminstone delar av kostnaden för omröstningen har betalats med privata medel.
I slutet av juni sände region-TV-kanalen TV3 slutligen 20-S – el dia que ho justifica tot ('20 september – dagen som allt syftar till'), en omdiskuterad katalansk TV-dokumentär som säger sig presentera sanningen om vad som hände den 20 september 2017 på Barcelonas gator. Enligt producenterna visar den att brottsanklagelsen mot Jordi Cuixart och Jordi Sànchez om uppror inte var befogad.
Nedan listas de politiker som satts i fängsligt förvar i Spanien respektive flytt landet inför ett förväntat arresterande:

### I fängelse
- Alcalá-Meco – Dolors Bassa (2:e person fr.v. i bakre raden på gruppfotot; f.d. regionminister) och Carme Forcadell (f.d. talman i Kataloniens parlament)[65]
- Estremerafängelset ("preventivt förvar") – Oriol Junqueras (3:e i främre raden; partiledare för ERC), Joaquim Forn (7f), Raül Romeva, Josep Rull (4b) och Jordi Turull (5f; alla fem före detta regionministrar)[65]
- Soto del Real-fängelset – Jordi Sànchez (f.d. ordförande för ANC) och Jordi Cuixart (ordförande för Òmnium Cultural)[65]

### I exil
- Belgien – Toni Comín, Lluís Puig (3b) och Meritxell Serret (1b; f.d. regionministrar)[91]
- Schweiz – Anna Gabriel (f.d. språkrör för CUP)[92] och Marta Rovira (ledande politiker i ERC)[93]
- Clara Ponsatí (6f; f.d. regionminister) – i Belgien, senare Skottland (Storbritannien), där hon har/haft lektorstjänst på Saint Andrews-universitetet[94]
- Carles Puigdemont (4f; regionpresident 2016–2017) – i Belgien, senare Tyskland

### I frihet (inom landet)
Ytterligare nio personer är inblandade i den juridiska processen men än så länge i full frihet och inom landet (Katalonien/Spanien). Dessa är Carles Mundó, Meritxell Borràs, Santi Vila, Lluís Corominas, Lluís Guinó, Anna Simó, Ramona Barrufet, Joan Josep Nuet och Mireia Boya. Santi Vila var en av de fem regionministrar som frånträdde sin post i samband med regeringsombildningen 14 juli 2017.
I februari 2019 inleddes rättegången mot Kataloniens självständighetsledare i Spaniens högsta domstol. Där åtalades tolv ledande politiker eller aktivister för sin medverkan i processen. Ytterligare tio politiker och tjänstemän stod inför åtal i Kataloniens överdomstol alternativt Audiencia Nacional.